# استپان شاگیدا
استپان شاگیدا (اوکراینی: Степан Васильович Шагайда؛ ۹ ژانویهٔ ۱۸۹۶ – ۱۲ ژانویهٔ ۱۹۳۸) بازیگر، و بازیگر سینما اهل اتریش-مجارستان بود.